# Fuchsia bracelinae
Espèce

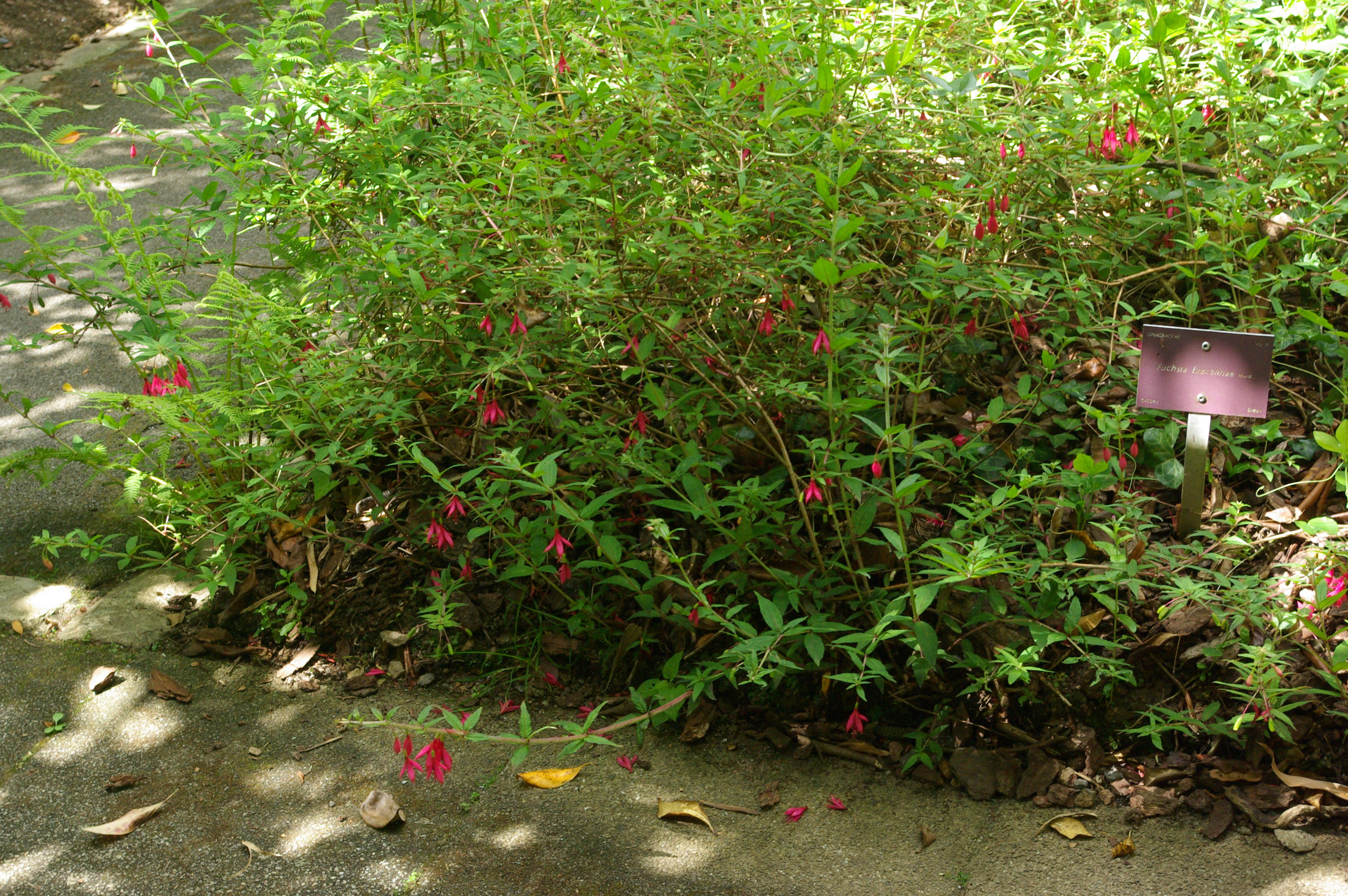

Fuchsia bracelinae est une espèce de plantes à fleurs de la famille des Onagraceae originaire du Brésil.

## Répartition
Cette plante est originaire du Brésil où elle se rencontre dans le Serra do Caparaó (en) (État de Espírito Santo).

## Description
Fuchsia bracelinae est un sous-arbrisseau qui atteint 10 à 60 cm de haut, parfois sous forme d'arbustes scandés atteignant 2 m de haut. Les branches sont rouge-pourpre et couvertes de poils blanchâtres et les branches matures ont une écorce écaillée. Les feuilles sont étroitement elliptiques-lancéolées, de 20-50 x 7-17 mm, avec un apex étroitement aigu et une base arrondie. Elles sont vertes et légèrement poilues sur le dessus, plus pâles et généralement teintées de violet sur le dessous, avec des poils denses sur les nervures et les marges. Les fleurs sont solitaires et poussent à l'aisselle des feuilles supérieures, avec des pédicelles minces, poilus et pendants de 12-20 mm de long. L'ovaire est oblong, poilu, de 4,5-8 x 2-3 mm de large, et le tube floral est cylindrique de 3,5-7 x 2-4 mm de large. Les sépales sont étroitement lancéolés. Les pétales sont violet foncé, largement obovales, de 10-15 mm x 6,5-9 mm. Les étamines ont des filaments rouge-pourpre, de 24-30 x 17-21 mm de long. Le style est rouge clair. Les jeunes fruits sont oblongs et violets.

## Taxonomie
Le nom correct complet (avec auteur) de ce taxon est Fuchsia bracelinae Munz (d),.

### Étymologie
Son épithète spécifique, bracelinae, lui a été donnée en l'honneur de la botaniste américaine Nina Floy Bracelin (en) (1890-1973),.

### Publication originale
- (en) Philip A. Munz‏‎, « A Revision of the Genus Fuchsia (Onagraceae) », Proceedings of the California Academy of Sciences, 4th series, San Francisco, Inconnu, vol. 25, no 1,‎ 11 décembre 1943, p. 1-138 (ISSN 0068-547X, OCLC 1289190, lire en ligne).